# سوپرانو
سوپرانو (انگلیسی: Soprano) نام بازه‌ای از صدا در موسیقی و گونه‌ای از صدای بسیار زیر (متضاد بَم) زنانه در خوانندگی و اپرا است.

## تعریف
واژه سوپرانو از واژه ایتالیایی Sopra به معنای بالا، گرفته شده. همان‌طور که صدای سوپرانو بالاترین فرکانس در صدای انسانی را دارد و معمولاً نقشهای اصلی را در اپرا می‌گیرد. سوپرانو به‌طور کلی به صدای زن اشاره دارد ولی به صورت خاص به صداهایی مانند صدای پسران (Boy soprano) و در پسوند نام سازهایی که بالاترین صدا را در خانواده خود دارند از واژه سوپرانو استفاده می‌شود. مانند: ساکسوفون سوپرانو.

## ویژگی
دامنه صدایی سوپرانو با استفاده از نوشتار علمی بسامد، حدوداً از «دو» ی وسط پیانو (C4) با فرکانس ۲۶۱ هرتز تا «لا» ی اکتاو پنجم (A5) با فرکانس ۸۸۰ هرتز در موسیقی کرال، و در موسیقی اپرایی، تا «دو» ی اکتاو ششم (C6) با فرکانس ۱۰۴۶ هرتز است.

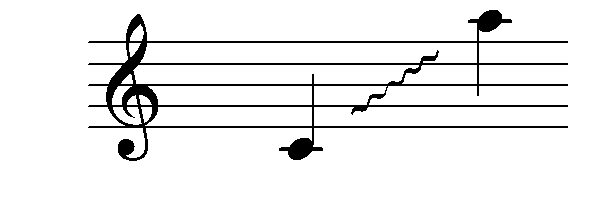
محدوده صوتی

در هارمونی چهار بخشی کرال، بالاترین نتها را سوپرانو می‌خواند که معمولاً همان خط ملودی را شامل می‌شود. صدای سوپرانو به انواع مختلفی چون: دراماتیک، سوبریت، لیریک و کلراتور تقسیم می‌شود. صدای لیریک، معمول‌ترین صدا در بین سوپرانوها است.
در هارمونی چهاربخشی معمولاً چهار قسمت صدایی بنام‌های سوپرانو، آلتو، تِنور و باس. مورد استفاده قرار می‌گیرد.
|  |
|  |
|  |
|  |